# 顏蕘
顏蕘（?—?），吴郡人。唐末進士。与张祜关系紧密。昭宗時為中書舍人。唐末與朱葆光、李濤挈家南渡，寓居潭州（今湖南長沙）。《太平廣記》提到顏蕘任中書舍人時，起草詔令曰：“凌轢諸父，代嗣其凶。”有一弟颜萱。